# Heinrich E. Weber
Heinrich Egon Weber (Osnabrück, 27 maart 1932 – Bramsche, 2 mei 2020) was een Duits botanicus, musicoloog, hoogleraar en natuurbeschermer. Hij was vooral gespecialiseerd in de batologie en de vegetatiekunde.

## Biografie

### Jeugd
Weber werd in 1932 geboren in de Nedersaksische stad Osnabrück. Hij was het oudste kind van een gezin met vier kinderen. Zijn vader werkte als muziekleraar, dirigent en componist. Gedurende zijn jeugd ontwikkelde Weber zelf ook een grote interesse voor muziek, maar tevens een diepgaande (vooral endemofilische) interesse voor de natuur. Toen hij zeventien jaar oud was werd hij lid van de lokale natuurwetenschappelijke vereniging van Osnabrück. Het secundair onderwijs doorliep hij eveneens in Osnabrück; in 1951 behaalde hij zijn diploma. 

### Opleidingen
Na het secundair onderwijs kreeg Weber de ambitie om zelf docent op een secundaire onderwijsinstelling te worden, al twijfelde hij in welk vakgebied: muziek of biologie. Hij kwam op het idee om beide vakgebieden (inclusief de bijbehorende  didactische vakken) te gaan studeren in Hamburg. Om dit te kunnen realiseren volgde hij eerst een tweejarige vooropleiding aan het conservatorium van Osnabrück en werkte daarnaast in een fabriek om het inschrijfgeld voor de voornoemde studies in Hamburg te kunnen gaan bekostigen.
In 1953 kon Weber naar Hamburg verhuizen en begon daar met een opleiding tot muziekleraar aan de stedelijke muziekacademie (Musikhochschule), waar hij in 1956 afstudeerde. Als eindopdracht schreef hij een opstel over Duits componist Leonard Lechner. Hiervoor ontving Weber een uitzonderlijk goede beoordeling van de academie, waardoor hem werd aanbevolen om er een musicologisch proefschrift over te schrijven. Hij ging hierop in en begon aan een proefschrift over de bijzondere verbanden tussen de muziek en de liedteksten van Lechners Latijnse motetten. In 1957 begon hij met een studie in biologie en bodemkunde (met ook verscheidene didactische vakken) aan de Universiteit van Hamburg, waar hij in 1961 afstudeerde als biologieleraar. Een van zijn docenten op deze opleiding was Heinz Ellenberg. In de tussentijd was Weber ook nog bezig met zijn musicologisch proefschrift; dit completeerde hij in 1961 om in 1962 te promoveren tot doctor in de muziekwetenschap. Ondanks het behalen van zijn doctoraat merkte Weber dat hij tijdens zijn opleiding tot biologieleraar tot de conclusie was gekomen dat hij eigenlijk het liefst wilde werken in het wetenschappelijk onderzoek van de botanie, in het bijzonder de vegetatiekunde. In datzelfde jaar (1962) verhuisde hij daarom naar Kiel om aan de Christian Albrechts-Universiteit in de leer te gaan bij Duits botanicus Ernst-Wilhelm Raabe. Weber begon aan een proefschrift over de ecologie van de heg- en struweelhaagvegetatie in Sleeswijk-Holstein, waar hij in 1967 mee promoveerde met Raabe als promotor. Al in een vroeg stadium van dit promotieonderzoek kwam Weber tot de conclusie dat een goede batologische kennis noodzakelijk was voor de lastige determinatie van de vele (micro)soorten uit het geslacht braam, waarvan vele een zeer grote plantensociologische betekenis bleken te hebben in de heg- en struweelhaaggemeenschappen van het landschap dat hij onderzocht. Destijds waren er nauwelijks raadpleegbare botanici beschikbaar die hier kennis over hadden, en al helemaal niet over de (lokale micro)soorten van de Noord-Duitse Laagvlakte. Derhalve verrichtte Weber zelf diepgaand (pionierend) onderzoek in de batologie, waar hij bovendien nog tot laat in zijn carrière mee doorging. In de periode 1966–1968 was hij wetenschappelijk medewerker aan het botanisch instituut van de Christian Albrechts-Universiteit.

### Verdere loopbaan en werk
Na zijn intensieve proefschriftonderzoek in de botanie ging Weber in 1968 terug naar Hamburg, waar hij desalniettemin ging werken in het Duitse ('voorbereidend wetenschappelijk') secundair onderwijs. Hij kreeg een baan bij de Höheren Schuldienst waar hij aanvankelijk Studienassessor werd. Daaropvolgend, in  1970, werd Weber benoemd tot Studienrat op het stedelijk gymnasium van Melle. Weber hield zich daarnaast nog steeds bezig met botanisch onderzoek. In 1972 habiliteerde hij met een baanbrekende monografie over de wilde bramen van Noordwest-Europa; via bemiddeling van Reinhold Tüxen werd dit werk met 512 pagina's ook als deel VII van de Monographiae Phanerogamarum uitgegeven. In 1973 werd Weber in Melle benoemd tot Oberstudienrat. Daarna, nog in datzelfde jaar, werd hij aangesteld tot hoogleraar in de biologie (in het bijzonder botanie) en biologische vakdidactiek aan de afdeling in Vechta van de Universiteit Osnabrück; in de periode 1995–2010 was deze instelling een zelfstandige universiteit. Tijdens de rest van carrière als hoogleraar in Vechta bleef Weber aanzienlijke bijdragen leveren aan de botanische wetenschap. Zo beschreef hij verscheidene nieuwe syntaxa (hoofdzakelijk loofstruweelgemeenschappen) en een groot aantal nieuwe bramensoorten. In 2000 ging hij met emeritaat.

### Laatste levensjaren
Ook tijdens zijn emeritaat bleef Weber zich grote zorgen maken over de sterke achteruitgang van de biodiversiteit in Noordwest-Duitsland. Tot in zijn laatste levensjaren bleef hij zich als vrijwilliger inzetten voor het beschermen van kwetsbare natuurgebieden. In 2003 werd hij hiervoor benoemd tot de Orde van Verdienste van de Bondsrepubliek Duitsland. In de laatste jaren van zijn leven kampte Weber met gezondheidsproblemen. Hij overleed in 2020 op 88-jarige leeftijd.

## Beschreven syntaxa
In het onderstaande overzicht staan syntaxa waarvan Weber syntaxonauteur is en waarvan een artikel op de Nederlandstalige Wikipedia beschikbaar is. De syntaxa zijn chronologisch gerangschikt per syntaxonomische rang.
Klassen
- klasse van kruipwilg- en duindoornstruwelen – Salicetea arenariae H.E.Weber 1999

Orden
- kruipwilg-orde – Salicetelia arenariae Prsg & H.E.Weber 1997

Verbonden
- verbond van sleedoorn en bramen – Pruno-Rubion sprengelii H.E.Weber 1967
- verbond van sleedoorn en meidoorn – Carpino-Prunion H.E.Weber 1974

Associaties
- associatie van sleedoorn en rode grondbraam – Pruno spinosae-Rubetum sprengelii H.E.Weber 1967
- associatie van sierlijke woudbraam – Rubetum pedemontani H.E.Weber in Pott 1995
- associatie van wintergroen en kruipwilg – Pyrolo-Hippophaetum H.E.Weber 1999
- associatie van trosvlier en ruwe raspbraam – Sambuco racemosae-Rubetum rudis Tx. & Neumann ex H.E.Weber 1999

## Beschreven braamsoorten
In de onderstaande lijst staan braamsoorten waarvan Weber taxonauteur is, en die een artikel op de Nederlandstalige Wikipedia hebben.
- duimstruweelbraam – Rubus griesiae H.E.Weber
- rode bermbraam – Rubus ferocior H.E.Weber
- dunne muisbraam – Rubus iceniensis A.Newton & H.E.Weber